# Testul suprem
Testul suprem (titlu original: Escape Plan) este un film american din 2013 regizat de Mikael Håfström. În rolurile principale joacă actorii Arnold Schwarzenegger și Sylvester Stallone.

## Prezentare
Ray Breslin (Silvester Stallone) este cel mai bun expert în domeniul securității închisorilor. Acesta a reușit să evadeze din numeroase penitenciare de maximă securitate în care a fost închis pentru a le testa vulnerabilitățile. Dar în momentul în care este închis într-o nouă închisoare privată lucrurile încep să se schimbe, echipa sa nemaiștiind locul în care se află închisoarea, toate comunicațiile fiind întrerupte iar codul de extragere în caz de pericol fiind anulat.

## Distribuție
- Sylvester Stallone ca Ray Breslin
- Arnold Schwarzenegger ca Emil Rottmayer
- Jim Caviezel ca Willard Hobbes
- Curtis "50 Cent" Jackson ca Hush
- Sam Neill ca Dr. Kyrie
- Vinnie Jones ca Drake
- Faran Tahir ca Javed
- Vincent D'Onofrio ca Lester Clark
- Amy Ryan ca Abigail Ross
- Graham Beckel ca Warden Brims
- Matt Gerald ca Roag
- Caitriona Balfe ca Jessica Miller

## Acuzații de plagiat
Lucian Ciuchiță spune că filmul „Escape Plan” a fost făcut după scenariul său.